# Cupido gisela
Cupido gisela är en fjärilsart som beskrevs av Rudolf Püngeler 1901. Cupido gisela ingår i släktet Cupido och familjen juvelvingar. Inga underarter finns listade i Catalogue of Life.